# 이경희 (1880년)
이경희(李慶熙, 1880년 6월 11일 ~ 1949년 12월 4일)는 대한제국의 교육자이자 대한민국의 독립운동가, 정치인으로, 구한 말 신민회의 회원이자, 일제강점기 당시 의열단과 신간회의 주요 멤버의 한 사람이다. 해방 후 초대 경상북도 부지사와 초대 대구부윤을 역임했다.
기호중학교 졸업 후 대구 협성학교와 안동 협동학교의 교사로 학생들을 가르쳤으며, 1909년 안창호, 윤치호와 함께 청년학우회를 조직했고, 1910년에는 신민회에 가입하여 독립운동을 목적으로 한 군사학교를 조직하려 했으나, 105인 사건으로 만주로 망명했다.
그뒤 의열단에 가입해 활동하였다. 1923년 조선총독부 폭파를 목적으로 김시현(金始顯) 등과 함께 총기와 폭탄, 신채호의 격문과 조선총독부 관료들에게 보낼 투항권고문 사본 등을 국내로 반입, 격문 수백장을 받아 배포하였고, 조선총독부 건물 폭파미수 직전 종로경찰서에 체포되었다. 서대문형무소에서 1년간 복역한 후 신간회(新幹會)의 조직에 참여했고, 신간회 경북지부, 대구지부 등을 조직했으며, 밀양청년회에서 활동하였다.
광복 직후 초대 경상북도 부지사와 초대 대구부윤, 미 군정 경상북도사령부 민정관 등을 역임했으나 미군정과의 갈등으로 사퇴했다. 이후 시민단체, 언론인으로 활동했다. 자는 군선(君善) 또는 군미(君美)이고, 호는 지오(池吾), 본관은 인천(仁川)이다. 경상북도 출신.

## 생애

### 초기 활동
지오 이경희는 1880년(고종 17년) 6월 11일 경상북도 달성군 공산면 무태리(현, 대구광역시 북구 서변동)에서 아버지 이병두(李柄斗) 어머니 경주 최씨의 아들로 태어났다. 동생 이강희 역시 독립운동가였다. 본관은 인천으로, 조선의 개국공신이며 증영의정(贈領議政)에 추증된 공도공(恭度公) 오천 이문화(烏川 李文和)의 19대손이며, 조선중기의 성리학자이자 임진왜란 때의 의병장인 태암 이주(苔巖 李李輈)의 11대손이다.
소년기에 서당에서 한학을 수학하다가 1895년(고종 32) 대구 공산의 소학교에 입학하고, 1901년(광무 4) 공산 소학교를 졸업한 뒤 경성부로 상경, 경성부 기호중학교(畿湖中學校)에 입학했다. 1905년 한성 기호중학교를 졸업하였다. 그는 그해 11월 17일의 을사 보호 조약 체결에 반대하였으나 조약이 강제로 통과되자, 관직의 꿈을 접고 교육계에 몸담았다. 그는 자신의 아호를 지오라 하였는데 이는 나라 잃은 나는 못난이라는 뜻이었다.

### 교육 계몽 운동
실력을 양성하는 길만이 조국의 독립을 앞당긴다는 신념으로 고향으로 내려와 대구 협성학교(協成學校)의 교사가 되었으며 안동 협동학교(協同學校)의 교사를 겸임하여, 김동삼(金東三) 등과 함께 안동 협동학교에도 출강하며 교편을 잡고 교육구국에 힘썼다. 이 무렵 그는 유교 성리학에서 대종교로 개종하였다.
1909년(융희 3) 윤치호, 안창호와 함께 청년학우회를 결성하고, 청년학우회 경성부지회의 회원이 되었다. 1910년 5월 13일 독립운동가 구찬회가 경성부 서대문형무소에서 사망했다. 구찬회와 같은 고향 출신이던 그는 한국통감부와 일본의 눈을 피해 구찬회의 시신을 미역 속에 숨겨서 경성에서 대구 무태로 운반하여 구찬회의 가족들에게 시신을 전달하고 경성으로 돌아왔다. 1910년(융희 4) 10월 한일합방 조약이 체결되자 경성으로 올라가 청년학우회 한성지회의 일원으로 이동녕(李東寧), 윤치호, 안창호, 윤치소, 이회영(李會榮), 윤기섭(尹琦燮), 이승훈, 김좌진(金佐鎭), 김구 등과 함께 신민회(新民會)를 결성하고 회원이 되었다. 이후 신민회의 비밀회의에 참여, 독립군 기지창건을 목적으로 자금을 마련하는데 동참했고, 105인 사건을 피해 바로 서간도(西間島)로 망명하여 무관학교(훗날의 신흥무관학교) 설립을 위해 장사와 노동에 종사하며 독립운동 자금을 마련, 돈을 모았다.
동시에 현지 교민들의 문맹률을 보고 중국 심양(瀋陽)에서 달신학교(達新學校)와 중국어 학교를 세워 학생, 청년들을 가르치고, 야학을 개설하여 성인들을 가르쳤다. 이어 마련한 돈으로 만주 무송현에 둔전을 마련하여 다시 군자금을 만들고, 청장년을 훈련시켰다. 1918년 12월 파리강화회의로 파견되는 김규식 박사와 일행의 차비와 여비로 일부 자금을 상하이로 보냈다.

### 일제 강점기 활동

#### 무장 독립 운동
1919년 3·1 만세 운동이 좌절을 당하자, 만주에서 무장 투쟁을 계획하였다. 그러다 지린성(吉林省)에 김원봉(金元鳳), 김시현, 유시태(柳時泰), 이성우(李成宇), 곽경(郭敬), 김지섭(金祉燮) 등이 찾아오자 이들과 함께 의열단(義烈團)의 조직에 참여하고, 가입하였다. 이후 의열단원으로 활동하며 자금과 무기를 마련하는데 노력했다.
1923년 의열단 단원으로 비밀거사를 준비하여 5월의거를 계획, 국내에 잠입하였다. 1923년 김원봉의 지령아래 김지섭, 김시현(金時顯), 유시태(柳時泰), 홍종우(洪鍾佑), 황옥(黃鈺) 등과 모의하여 중국과 만주로부터 무역 목적으로 안둥현에서 쌀가마에 숨겨서 국내로 반입해온 폭탄 36개, 권총 13정, 폭탄장치용시계 6개와 뇌관 여러정, 수류탄 10발, 신채호가 작성한 조선혁명선언서(革命宣言書)의 인쇄 사본 및 조선총독부 관공리에 대한 투항권고 격문 사본 2,000매 등을 반입, 1923년 3월 15일 이를 국내에 반입시키는데 성공하였다.
무기와 폭탄이 들어오자 그는 김시현, 유석현 등으로부터 〈혁명선언서〉와 투항권고 격문 수백 장을 받아 경성부 시내 곳곳에 살포하고, 전국 각 도의 도지사와 경찰부(警察部)에 발송하였다. 김시현, 유석현(劉錫鉉) 등 의열단 단원들이 조선총독부와 동양척식주식회사, 조선은행, 매일신보사 등을 폭파하할 것을 계획하고 준비에 들어갈 때 이경희는 조선총독부 폭파를 맡았다. 그러나 1923년 5월 조선총독부 폭파 일보 직전에 이들의 행동을 수상하게 여긴 누군가의 신고로 밀정이 따라붙어, 동지 12명과 조선총독부 종로 경찰서에 체포되어 테러 미수 혐의로 재판받았다. 경성지방법원에서 징역 2년형을 언도받고 서대문 형무소에 투옥되어 1년 넘게 형을 살고 가석방으로 풀려났다.
1927년 2월 경성으로 상경하여 허헌, 조병옥, 김병로, 이인, 허정숙 등과 함께 신간회 발족에 참여하였고, 신간회 경성중앙본부 총무간사를 맡았으며, 곧 신간회 경상북도지회가 결성되자 신간회 중앙본부 총무간사와 경상북도 지회장을 겸하였다. 그 뒤 신간회 경상북도 대구부지회가 결성되자 신간회 대구부 지회장을 겸임하시면서 한때 30여 세포와 만여 회원을 포섭, 가입시켜서 단체를 키웠다. 1927년 12월 신간회 대구지회장 직을 부회장 최윤동에게 넘겨주고 이후 평회원으로 활동했다. 이어 신간회 밀양지회 조직을 지원하러 내려갔다가 불심검문을 받고 밀양에서 검속되었다. 그뒤 신간회 밀양지회 산하 조직인 밀양청년회(密陽靑年會)에 가입하여 활동하였는데, 항상 밀양경찰서와 파견된 총독부 경찰의 요시찰인으로 감시를 받았다.

#### 태평양 전쟁 전후
그는 만해 한용운 등과 가깝게 지냈고 1939년 7월 12일 한용운의 회갑연에 참여했다. 한용운 회갑연 참석자 방명록에는 오세창, 홍명희, 이경희 등 16명의 이름이 적혀 있다. 그는 한용운의 환갑을 축하하는 친필 휘호 불택세류(不擇細流)라는 자를 지어 주었다.
대종교 신자들의 독립운동 참여로 신자들은 조선총독부의 감시를 당했으나 그는 개종을 거부하였다. 1939년부터 창씨개명령이 나오고 1940년부터 전국적으로 시행되었다. 그러나 이경희는 끝내 창씨개명을 거부하고, 1942년 여름 경성부 돈암동을 떠나 대구로 내려가 야산에 숨어 밭을 갈고 농부로 생활하였으며, 항일 단파 방송인 미국의 소리 방송을 비밀리에 밀청하고 해방을 예상하였다. 이때 그 몰래 그의 부인 조씨가 청도군에서 교사 생활을 하는 둘째 사위에게 보리쌀을 얻어 생계를 유지하였다.

### 해방 이후
일제의 패망을 예상하여 일제 패망론을 주장하며, 해방을 준비하였다. 1945년 8월 15일 광복을 맞이하고 일본인 도지사와 부지사 등이 업무를 내려놓고 사퇴를 선언하자 행정공백을 피하기 위해 8월 16일 위촉장을 받고 초대 경상북도 부지사가 되고, 그날 대구부윤을 겸직하였다. 그는 대구부윤 上野彦八에게서 행정권과 치안권 일체를 인수하였다. 그밖에 그는 대종교 본부 경의원의 참의로도 임명되었다. 9월 2일 미군정이 주둔하자 레이몬드 재노스키(Raymond A.Zanowski) 미육군 대령의 천거로 경상북도 미군정 사령부 민정관으로 위촉되었다.
그뒤 우익에 가담하여 1945년 10월 이승만의 독립촉성중앙회 회원으로 가입하고, 독립촉성중앙회 회장 이승만, 부회장 김구의 친필 임명장을 직접 전달받았다. 1945년 12월 독립촉성중앙회 경상북도지회와 독촉 대구부지부 결성에 참여하였다.
1946년 1월 다시 대구부윤에 유임되었다. 그러나 미 군정의 고압적이고 권위적인 정책에 환멸을 느껴 1946년 9월 4일 부지사, 대구부윤, 군정청 민정관 사직서를 제출하고, 야인으로 돌아갔다. 46년 9월 5일 독립촉성중앙회 경북지부의 후신인 대한독립촉성국민회 경상북도지부 위원장에 피선되고, 대종교 남사도본사 선범에 선임되고, 대한민국 건국 직후에는 1949년 7월 1일 남선경제신문사 제4대 대표이사 사장을 역임하였다.
1949년 12월 4일 대구 자택에서 사망하였다. 사망 당시 향년 69세였다.

### 사후
시신은 대구시 무태 동변동(현 대구광역시 북구 동변동) 가람봉에 안장되었다.
그의 공적을 기려 대구광역시 동구 효목동 광복회 대구지회 회관 앞 망우공원에는 '애국지사 지오 이경희 공적비'가 설립되었다. 1980년 건국포장이 추서되고, 1990년 건국공로훈장 애국장이 추서되었다.

## 상훈
- 건국포장(1980년)
- 건국공로훈장 애국장(1990년)

## 약력
- 1905년 기호중학교 졸업
- 1905년 대구 협성학교 교사
- 1905년 안동 협동학교 교사(겸임)
- 1909년 청년학우회 조직, 학우회 경성지회 회원
- 1910년 신민회 결성, 신민회 경북지부장
- 1911년 105인 사건을 피해 만주로 망명
- 1912년 심양 달신학교 교사
- 신흥무관학교 개교에 참여
- 1919년 의열단에 가입
- 1927년 신간회에 가입, 신간회본부 총무간사 및 경북지부장, 대구지회장 겸임
- 1928년 밀양청년회 가입
- 1945년 경상북도부지사 겸 임시 대구부윤
- 1945년 미군정청 경상북도 사령부 민정관
- 1946년 대구부윤, 경북 부지사 겸임
- 1946년 사퇴, 독립촉성중앙회 경북지회장
- 1947년 남선경제신문사 대표이사

## 가족 관계
- 아버지 : 이병두(李柄斗)
- 어머니 : 경주 최씨
  - 동생 : 이강희(李康熙, 1898년 2월 17일 - 1940년)
- 부인 : 조씨(1896년 ~ ?)
  - 아들 : ?
- 처남 : 조훈(1886년 10월 29일 - 1938년 1월 22일)
- 사돈 : 정운일(1884년 1월 16일 - 1956년 2월 5일)

## 같이 보기
- 대구 협성학교
- 안동 협동학교
- 신민회
- 3.1 만세 운동
- 파리강화회의
- 아나키즘
- 의열단
- 조선혁명선언서
- 신흥무관학교
- 신간회
- 밀양청년회
- 독립촉성중앙회